# Hagenberg im Mühlkreis
Hagenberg im Mühlkreis är en ort och kommun i Österrike. Den ligger i distriktet Freistadt i förbundslandet Oberösterreich, 140 km väster om huvudstaden Wien. 
Kommunen består av åtta orter (Ortschaften) (inom parentes invånarantal 1 januari 2024):

- Anitzberg (383)
- Hagenberg im Mühlkreis (1 787)
- Mahrersdorf (103)
- Niederaich (47)
- Oberaich (174)
- Penzendorf (25)
- Schmidsberg (47)
- Veichter (458)